# Dax Holdren
Dax Holdren (ur. 4 września 1972 w Santa Barbara) – amerykański siatkarz plażowy, wicemistrz świata z 2003 roku razem ze Steinem Metzgerem.
Dax dosyć późno zaczął grać w siatkówkę, bo dopiero na pierwszym roku w liceum. Do rozgrywek AVP dołączył w 1997 roku i został wybrany debiutantem roku. Karierę rozpoczął grając z Toddem Rodgersem, jego byłym kolegą ze szkoły.
w 2003 roku wraz ze Steinem Metzgerem zdobył srebrny medal na Mistrzostwach Świata w 2003 roku. Gdy Holdren brał udział w turnieju siatkówki plażowej na Igrzyskach Olimpijskich w 2004 roku, gdzie zajęli piąte miejsce nie byli stawiani w roli faworytów do zdobycia medalu. Dax i Stein nie planowali dłuższej współpracy w związku z czym po igrzyskach się rozstali. Holdren połączył siły z Jeffem Nygaardem co doprowadziło do drugiego miejsca w turnieju AVP Tour.